# SO2-Äquivalent
Das SO2-Äquivalent ist eine Kennzahl für das Versauerungspotential von Stoffen, wie z. B. SO2, NOx, HCl, HF, NH3 und H2S. Dieser quantifizierte Wert wird mit dem Standardwert des Versauerungspotentials von SO2 in Relation gesetzt.
Die Kennzahl für das Potenzial des Treibhauseffekts ist das CO2-Äquivalent.